# Château d'Arnouville (Arnouville)
Pour les articles homonymes, voir Château d'Arnouville.
Le château d'Arnouville est un château français situé dans la commune d'Arnouville dans le département du Val-d'Oise et la région d'Île-de-France.
Construit entre 1751 et 1757 par Pierre Contant d'Ivry et Jean-Michel Chevotet pour le compte de Jean-Baptiste de Machault d'Arnouville, ministre de Louis XV, il est resté inachevé.

## Historique
Jean-Baptiste de Machault d'Arnouville (1701-1794) fut contrôleur général des finances en 1745, garde des sceaux de France en 1750 et Secrétaire d'État de la Marine en 1754.
En 1750, à la mort de son père Louis Charles de Machault d'Arnouville, il hérite d'un pavillon carré au sud du village d'Arnouville-lès-Gonesse, seigneurie de sa famille depuis le XVIIe siècle. Aussitôt, il conçoit le projet de faire construire à la place un vaste château : selon Saint-Simon, dès 1751, il projetait d'y dépenser 4 millions de livres. Le marquis d'Argenson note dans une lettre du 7 août 1751 : « il fait des dépenses folles à son château d'Arnouville-lès-Gonesse : il y a abattu le village et fait devant sa maison une place publique grande comme la place Vendôme ; il espère que le roi y passera en venant de Compiègne, et il y fait passer le chemin. »

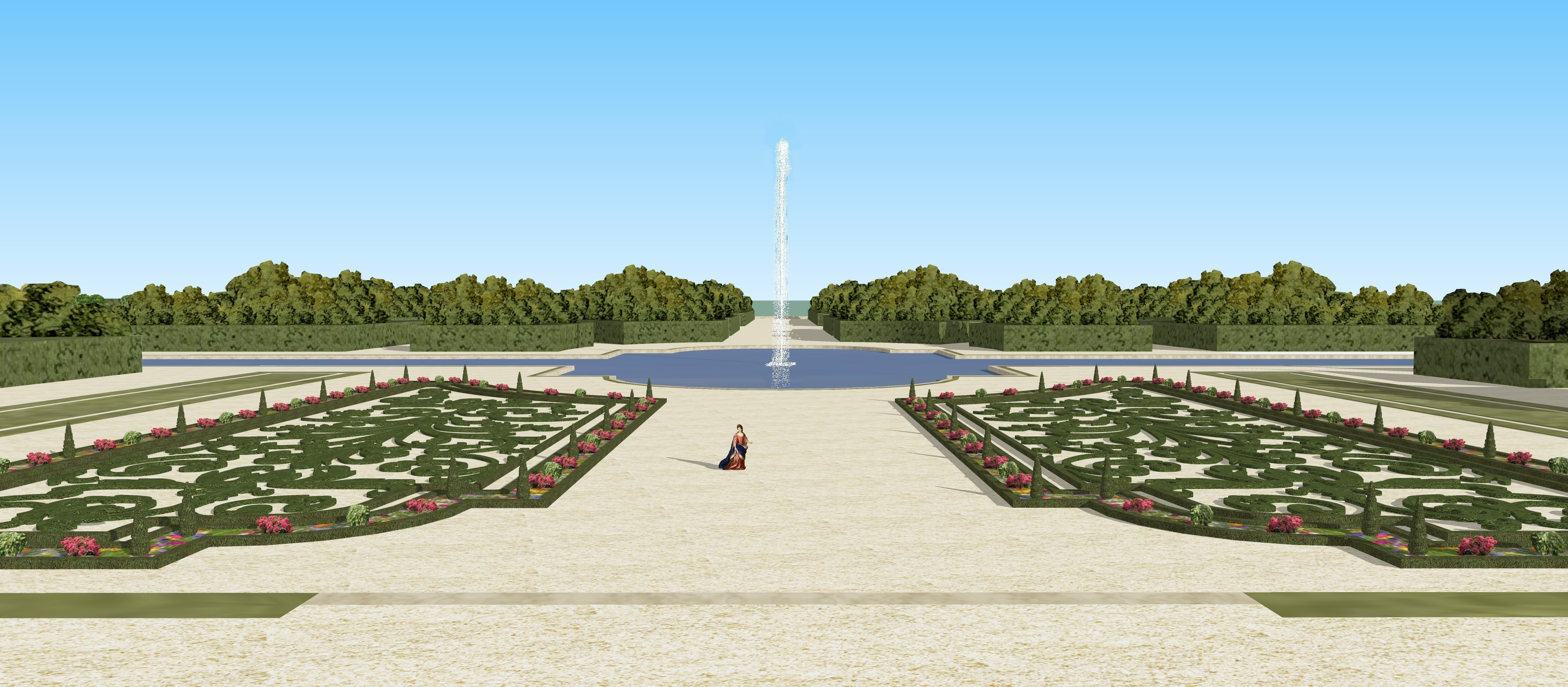
Restitution 3D du parterre du château d'Arnouville.

L'architecte Pierre Contant d'Ivry donne les plans du château et des jardins et dirige des travaux considérables, continués par son associé, Jean-Michel Chevotet. Selon Dezallier d'Argenville, le domaine « rassemble trop de beautés pour ne pas exciter l'attention et la curiosité des amateurs et des artistes. Ils y ont développé leurs talents avec succès et ne pouvaient manquer de réussir guidés par le goût sage et vrai du propriétaire. Les travaux ont été très considérables et d'une grande difficulté par les obstacles que produit naturellement un terrain inégal où il fallait tout créer. M. Contant en a fait les projets dont la plus grande partie a été exécutée sous ses yeux ; ils ont été continués par M. Chevotet. Le mérite de l'un et de l'autre est trop connu pour m'étendre sur leur éloge. » Les ingénieurs Antoine Deparcieux et Laurent construisent une machine hydraulique destinée à élever les eaux du Croult vers les jardins du château.
Mais les travaux sont arrêtés sans doute dès 1757 avec le renvoi du ministre, peut-être en 1760 seulement. Un seul des trois corps de bâtiment projetés et la chapelle, remarquable, sont construits. Machault d'Arnouville se retire dans son château inachevé et partage son existence entre celui-ci et son hôtel parisien de la rue du Grand-Chantier, lorsqu'il décide en 1789  de s'installer chez son fils cadet au château de Thoiry.
Sous la Révolution française, ses biens sont saisis, les scellés sont posés sur le château en 1794. Très âgé, Machault meurt cette même année dans la prison où il attend d'être jugé par le Tribunal révolutionnaire. Ses trois enfants héritent de leur père. Ses deux fils aînés, Mgr Louis de Machault d'Arnouville, qui s'est démis de ses fonctions épiscopales à la suite du concordat de 1801, et Armand de Machault d'Arnouville, dit le comte d'Arnouville, un militaire resté célibataire, se retirent au château d'Arnouville à partir de 1802. C'est là qu'ils meurent respectivement en 1820 et 1827. Le patrimoine se retrouve concentré entre les mains du troisième des fils du chancelier, Charles (1747-1830). Celui-ci réside ordinairement au château de Thoiry, qui lui a été apporté par sa femme née Angélique de Baussan. Il a lui-même trois enfants survivants dont deux filles, la comtesse de Choiseul d'Aillecourt et la comtesse de Valanglard.
En juillet 1815, Louis XVIII, de retour d'exil, s'arrête quelques jours au château d'Arnouville. Chateaubriand évoque ce séjour dans les Mémoires d'outre-tombe (I, XXIII, 20). Ce n'est pourtant pas là, mais à l'abbaye de Saint-Denis, que le monarque recevra quelques jours plus tard la visite de Joseph Fouché, amené par Talleyrand.
À la suite de plusieurs partages au XIXe siècle, le château échoit en 1868 au comte de Choiseul d'Aillecourt, qui le vend en 1872 à la baronne Nathaniel de Rothschild (1825-1899); celle-ci entreprend de dépouiller le château de ses ferronneries du XVIIIe siècle pour les faire remonter dans l'abbaye des Vaux-de-Cernay, dont elle fait l'acquisition en 1873. C'est ainsi que disparaissent une partie de la ferronnerie du grand escalier et la monumentale grille d'entrée, dessinée par Contant d'Ivry et réalisée par Nesle, artisan serrurier du village.
Dès 1874, la baronne revend le château qui connaît une vingtaine de propriétaires jusque dans les années 1920, parmi lesquels le peintre, collectionneur et mécène Léo Nardus.
En 1921, le domaine est acquis par Mme Hérold qui y fonde une institution destinée à l'origine aux soins des blessés nerveux de la Première Guerre mondiale. Il devient un centre d'apprentissage horticole sous l'égide de l'A.B.N.G. (Association des blessés nerveux de la guerre). Devenu propriété de l'association Entraide universitaire, il continue à être un centre d'apprentissage horticole pour des enfants souffrant de déficience mentale. Le domaine abrite aujourd'hui l’Institut thérapeutique, éducatif et pédagogique (ITEP) Pierre Male, qui forme à l'horticulture des adolescents présentant des troubles du comportement.
Le grand ensemble de la Muette à Garges-lès-Gonesse est construit sur des terrains qui dépendaient du Château d'Arnouville jusqu'en 1922.

## Architecture

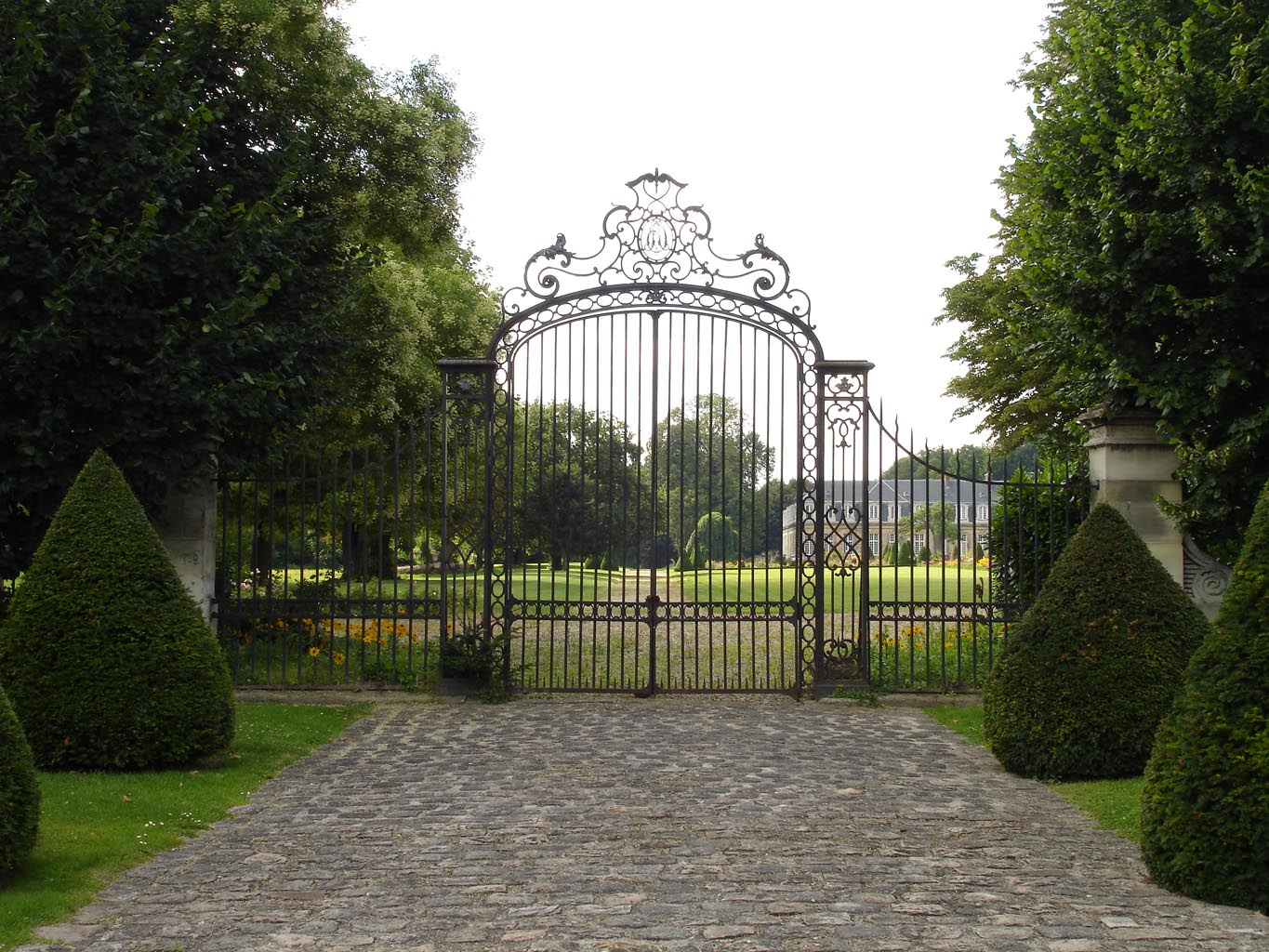
La grille d'entrée, datant du dernier quart du XIXe siècle.

Le corps de logis devait être un vaste ensemble de plan en U avec des ailes perpendiculaires au talus. La longue aile orientale, face à l'arrivée, a seule été construite. Elle se compose d'un rez-de-chaussée surélevé et d'un étage sous combles et comporte 18 fenêtres et lucarnes de façade.
La façade, en retour d'équerre, n'a pas été terminée et est restée accolée au petit pavillon carré qui subsiste à l'arrière. Les fondations forment une longue terrasse en prolongement, qui domine les parterres et le canal.
La chapelle se trouve à l'extrémité de l'aile orientale et constitue l'élément le plus remarquable de la construction. Elle rappelle celle de l'abbaye de Penthemont à Paris, autre œuvre de Contant d'Ivry. Comme celle-ci, elle est couverte d'une coupole en voûte sarrazine, dite également « à la roussillonne », en brique et plâtre reposant directement sur le mur, technique introduite par Contant au nord de la Loire, et percée de quatre lucarnes. Brunetti fils y avait peint une architecture en trompe-l'œil aujourd'hui disparue.
L'orangerie « décorée d'un ordre dorique » avec une pièce d'eau au pied est signalée par Dezallier d'Argenville. Elle renferme une belle cheminée de style Louis XV.
La grille d'entrée a été réalisée au XIXe siècle pour remplacer celle que la baronne de Rothschild a fait enlever et qui se trouve aujourd'hui à l'abbaye des Vaux-de-Cernay.
Les écuries, qui étaient majestueuses, ont été détruites.

## Protection
Les façades, les toitures du château et de l'orangerie, la chapelle en totalité, l'escalier d'honneur avec sa cage, les deux salons à lambris du rez-de-chaussée et l'emprise au sol du parc fait l’objet d’une inscription au titre des monuments historiques depuis le 17 octobre 2000.